# Thesium galioides
Thesium galioides är en sandelträdsväxtart som beskrevs av A. Dc.. Thesium galioides ingår i släktet spindelörter, och familjen sandelträdsväxter. Inga underarter finns listade i Catalogue of Life.